# Sozusa despecta
Sozusa despecta är en fjärilsart som beskrevs av Walker 1862. Sozusa despecta ingår i släktet Sozusa och familjen björnspinnare. Inga underarter finns listade i Catalogue of Life.